# The Breathtaking Blue
The Breathtaking Blue es el tercer álbum de estudio de la banda de synth pop alemana Alphaville, publicado el 4 de abril de 1989 por Warner Music y producido por Klaus Schulze y Alphaville.  

## Lista de canciones
1. Summer Rain – 4:10
2. Romeos – 5:29
3. She Fades Away – 4:57
4. The Mysteries of Love – 4:55
5. Ariana – 3:42
6. Heaven or Hell – 3:27
7. For a Million – 6:09
8. Middle of the Riddle – 3:19
9. Patricia's Park – 4:12
10. Anyway – 2:48

## Créditos
- Guitarras: Blacky Schwarz Ruszczynski, Micael Ryan, Eff Jott Krueger, Manuel Goettsching.
- Voces: Miriam Stockley, Mae McKenna, Patti Calore, The Lunapark Office Choir, Gabi Becker.
- Arreglos de cuerdas: Rainer Bloss, Klaus Schulze.
- Guitarra Crescendo: Kenneth Ward.
- Saxofones: Thomas Keller, Friedemann Graef.
- Batería, percusión: Hansi Behrendt.
- Doble bajo: Ernst Deuker.
- Trompeta: Michael Junker.